# Coenosia hispaniensis
Coenosia hispaniensis är en tvåvingeart som beskrevs av Willi Hennig 1961. Coenosia hispaniensis ingår i släktet Coenosia och familjen husflugor. Inga underarter finns listade i Catalogue of Life.